# Aspidura deraniyagalae
Aspidura deraniyagalae är en ormart som beskrevs av Gans och Fetcho 1982. Aspidura deraniyagalae ingår i släktet Aspidura och familjen snokar.
Artens utbredningsområde är Sri Lanka. Inga underarter finns listade. Honor lägger ägg.